# Aerarium
Aerarium was de openbare schatkist van de Romeinse staat, alsook de plaats waar de kas werd bewaard en waar tevens het staatsarchief was geborgen, totdat hiervoor door Quintus Lutatius Catulus het tabularium werd gebouwd.

## Romeinse Republiek

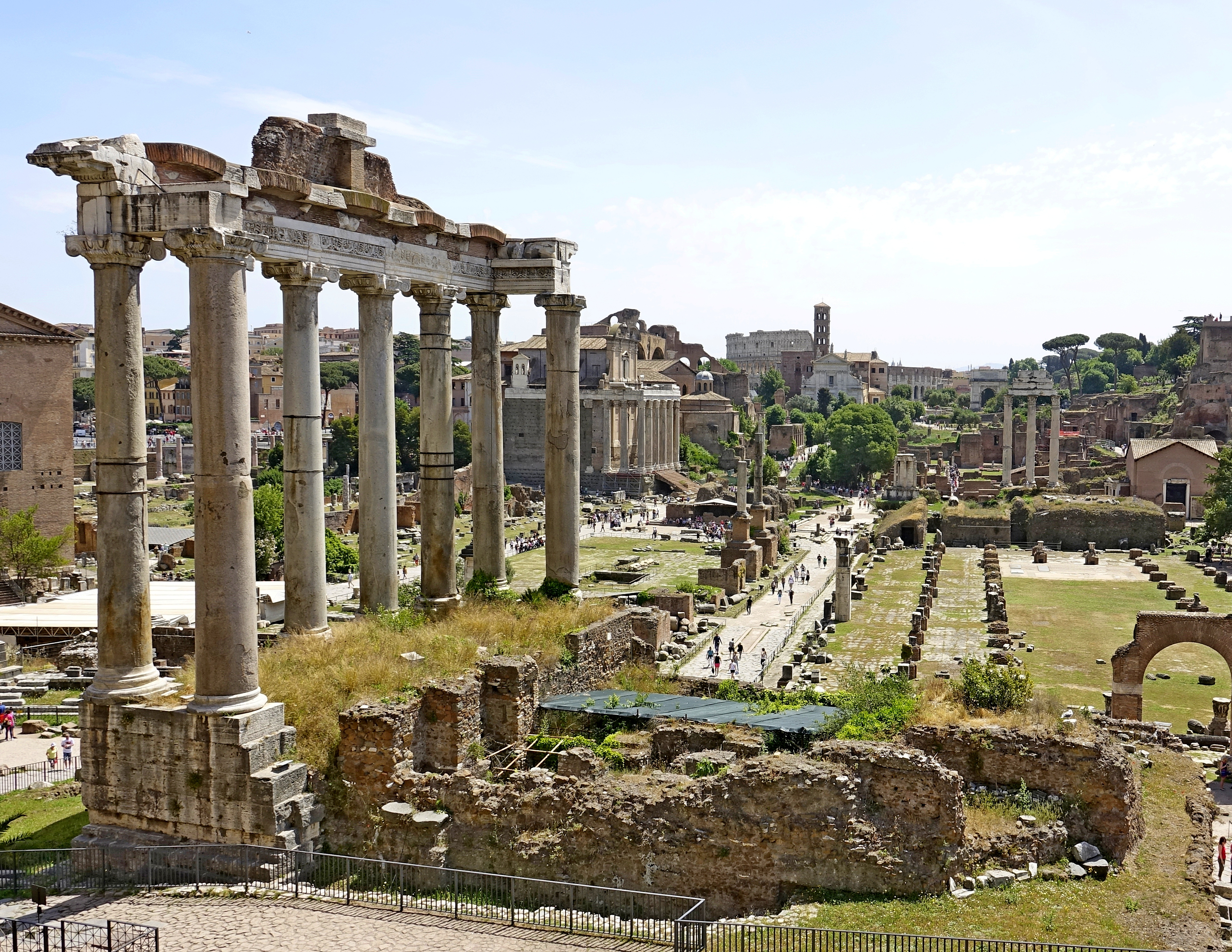
Overblijfselen van de tempel van Saturnus.

Tijdens de republiek was het aerarium in de tempel van Saturnus (vandaar dat het ook wel aerarium Saturni werd genoemd). Daarnaast kende men ook het aerarium sanctius of interius, reservekas voor tijden van grote nood, waarin o. a. de vicesima manumissionum (twintigste van de waarde van een vrijgelaten slaaf) werd gestort.
Het stond onder beheer van de quaestores urbani, die tribuni aerarii als onderschikten hadden. De quaestores mochten echter geen uitgaven doen dan op last van de consuls of van de senaat.

## Romeins Keizerrijk
De keizers echter droegen het beheer ook aan anderen op, bijvoorbeeld aan praetoren of aan praefecti aerarii, terwijl het aerarium zelf meer en meer tegenover de door Augustus ingestelde fiscus of bijzondere kas van de keizer aan betekenis verloor. In de 3e eeuw n.Chr. werd het de kas van de stad Rome.
Het aerarium militare, door Augustus ingesteld en gevoed door nieuwe belastingen, zoals de centesima rerum venalium (een belasting op elke zaak die werd verkocht, te vergelijken met btw), diende voor het onderhoud van het Romeinse leger. Later kwam daar nog bij de vicesima hereditatum (erfenis) en legaturum (legaten) en de quinquagesima mancipiorum venditorum. De eerste, de centesima rerum venalium, verminderde Tiberius tot de helft, totdat Caligula haar geheel afschafte. De bestuurders van het aerarium militare heetten praefecti aerarii.